# Melanochaeta pilosula
Melanochaeta pilosula är en tvåvingeart som beskrevs av Becker 1910. Melanochaeta pilosula ingår i släktet Melanochaeta och familjen fritflugor.
Artens utbredningsområde är Madagaskar. Inga underarter finns listade i Catalogue of Life.